# كريستيان كالديرون
كريستيان كالديرون (بالإسبانية: Cristian Calderón)‏ (24 مايو 1997 في المكسيك - ) هو لاعب كرة قدم مكسيكي في مركز الدفاع. لعب مع نادي أطلس.

## وصلات خارجية
- كريستيان كالديرون على موقع قاعدة بيانات كرة القدم.إي يو (الإنجليزية)
- كريستيان كالديرون على موقع ناشيونال فوتبول تيمز (الإنجليزية)
- كريستيان كالديرون على موقع Soccerway.com (الإنجليزية)
- كريستيان كالديرون على موقع عالم كرة القدم.نت (الإنجليزية)
- كريستيان كالديرون على موقع AS.com (الإسبانية)